# Air Force One (film)
Pour les articles homonymes, voir Air Force One (homonymie).
Pour plus de détails, voir Fiche technique et Distribution.
Air Force One partout et au Québec est un film germano-américain réalisé par Wolfgang Petersen, sorti en 1997.

## Synopsis

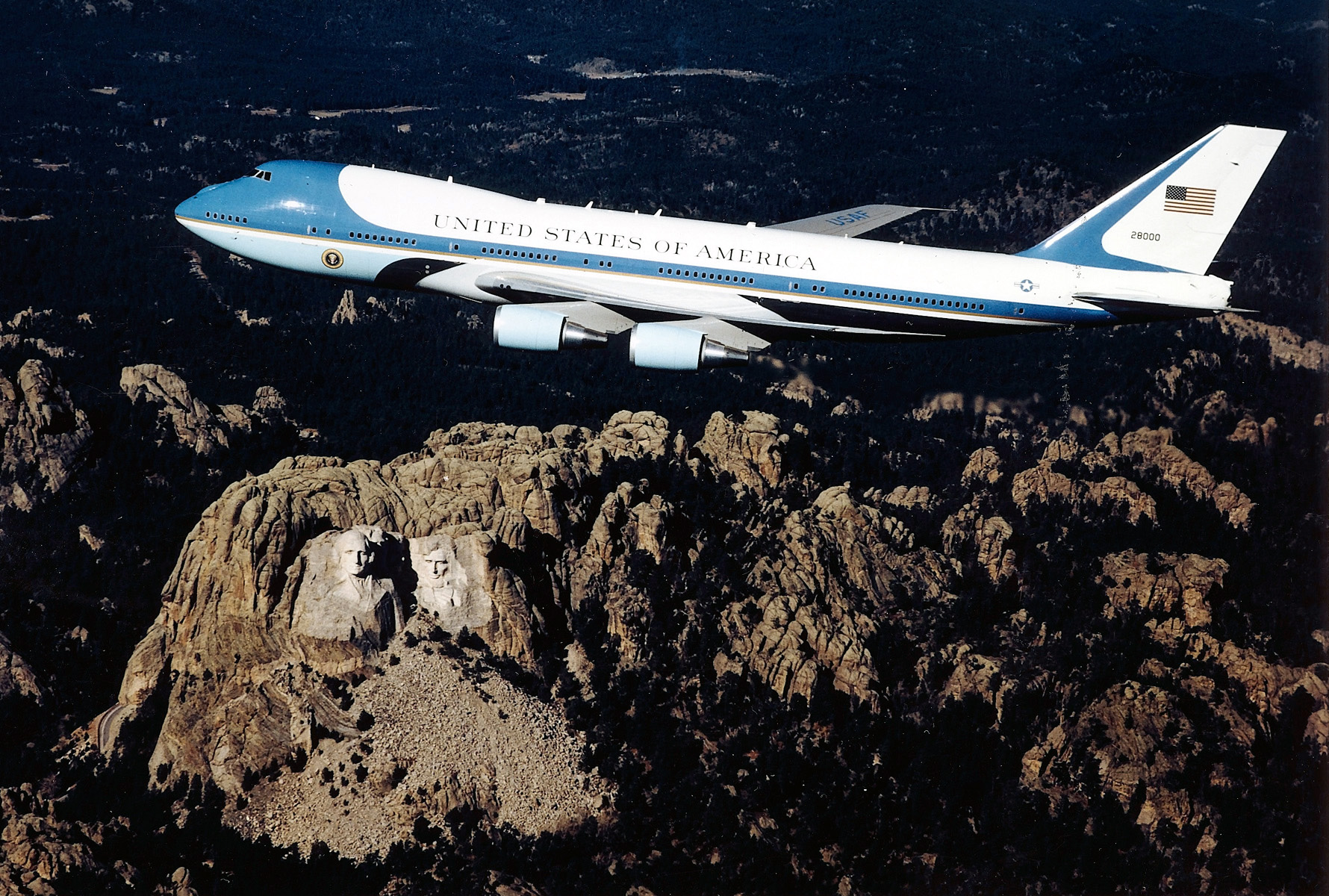
Le Boeing VC-25 « Air Force One ».

Le général Ivan Radek, dictateur du « régime terroriste » du Kazakhstan, est capturé au cours d'une opération russo-américaine conjointe des Spetsnaz et de la Delta Force. Trois semaines plus tard, le président des États-Unis James Marshall est invité à un dîner à Moscou, où il fait un discours annonçant, ému par les camps de réfugiés, qu'il arrête la diplomatie et qu'il affrontera directement les « régimes meurtriers » sans attendre que la sécurité des États-Unis soit compromise. Puis, il rejoint Air Force One en compagnie de son cabinet, ses conseillers, son épouse, Grace, et sa fille, Alice. Cependant, six terroristes russes déguisés en journalistes, commandés par Ivan Korshunov, embarquent également. Après le décollage, les terroristes prennent le contrôle de l'avion avec l'aide de Gibbs, leur taupe au Service secret. Au cours de la fusillade, les Services secrets font évader le président par un module éjectable. L'équipage tente un atterrissage sur la Base aérienne de Ramstein mais les pirates de l'air font irruption dans le cockpit, tuent les pilotes et redécollent in extremis vers le Kazakhstan.
Korshunov rassemble les passagers dans la salle de conférence de l'avion et contacte la vice-présidente, Kathryn Bennett, dans la salle de crise de la Maison-Blanche, demande la libération du général Radek et annonce qu'il tuera un otage toutes les demi-heures. Le conseiller à la sécurité nationale Jack Doherty est le premier exécuté. Grace et Alice sont séparées des autres otages et amenées dans le cockpit.
Le module éjectable du président est retrouvé vide. Marshall, qui ne voulait pas être séparé de sa famille, est resté à bord et tue deux hommes de Korshunov, qui exécute cependant la porte-parole de la Maison-Blanche. Marshall parvient à vider les réservoirs, force Korshunov à demander un ravitaillement en vol et fait évader la plupart des otages en parachute pendant la manœuvre. Ils sont cependant interrompus par un homme de Korshunov, et Marshall est capturé avec le major Caldwell, Gibbs et le chef de cabinet de la Maison-Blanche, Lloyd Shepherd. Pour éviter l'exécution de sa fille, Marshall fait libérer Radek par le président russe Petrov, se libère et tue les deux derniers hommes de Korshunov. Ce dernier entraîne Grace dans la soute, mais Marshall parvient à le neutraliser. Comme sa famille est en sécurité, il fait maintenant interrompre la libération de Radek, qui est abattu lors de sa tentative de fuite.
Marshall prend les commandes d'Air Force One, mais six MiG-29 fidèles à Radek le prennent en chasse au-dessus de Kazakhstan. La vice-présidente envoie immédiatement un escadron de F-15, qui met en fuite les MiG-29. Au cours du combat, Air Force One est endommagé : le carburant fuit et il ne peut plus atterrir. Un Lockheed C-130 Hercules de Pararescue (en) est envoyé pour évacuer les passagers en tyrolienne avant que l'avion ne s'écrase en mer Caspienne. Cependant, l'agent spécial Gibbs, le traître qui a facilité l'accès des terroristes dans l'avion, est abandonné dans l'avion après avoir tenté d'empêcher l'évacuation du président, tué un sauveteur et tué le major Caldwell, qui s'abîme en mer.

## Fiche technique
Sauf indication contraire, les informations mentionnées dans cette section peuvent être confirmées par la base de données cinématographiques IMDb,  présente dans la section « Liens externes ».
- Titre original et français : Air Force One
- Titre québécois : Air Force One
- Réalisation : Wolfgang Petersen
- Scénario : Andrew W. Marlowe
- Musique : Jerry Goldsmith
- Direction artistique : Carl Aldana, Nancy Patton et Carl J. Stensel
- Décors : William Sandell
- Costumes : Erica Edell Phillips
- Photographie : Michael Ballhaus
- Son : John K. Adams et Christopher Assells
- Montage : Richard Francis-Bruce
- Producteurs : Armyan Bernstein (en), Gail Katz, Wolfgang Petersen et Jonathan Shestack

Producteurs délégués : Marc Abraham, Thomas A. Bliss (en) et David V. Lester
- Société de production : Columbia Pictures, Beacon Pictures, Radiant Productions, Etalon Film et Buena Vista International
- Sociétés de distribution : Columbia Pictures / Sony Pictures Releasing
- Budget : 85 millions de dollars (estimation)
- Pays d'origine :  États-Unis /  Allemagne
- Langues originales : anglais, russe
- Format : couleur - 35 mm - 2,35:1 - DTS / Dolby Digital / SDDS
- Genres : Thriller, action et catastrophe
- Durée : 124 minutes
- Dates de sortie :
  - États-Unis : 21 juillet 1997 (avant-première mondiale à Century City (Los Angeles)) ; 25 juillet 1997 (sortie nationale)
  - Québec : 25 juillet 1997
  - France : 1er octobre 1997
  - Belgique : 8 octobre 1997
- Film classé tous publics avec avertissement lors de sa sortie en salles[réf. nécessaire].
- Déconseillé aux moins de 12 ans lors de sa diffusion à la télévision[réf. nécessaire].

## Distribution
- Harrison Ford (VF : Richard Darbois ; VQ : Ronald France) : James Marshall, président des États-Unis
- Gary Oldman (VF : Dominique Collignon-Maurin ; VQ : Mario Desmarais) : Egor/Ivan Korshunov, chef des pirates de l'air kazakhs
- Glenn Close (VF : Sophie Deschaumes ; VQ : Anne Caron) : Kathryn Bennett, vice-présidente des États-Unis
- Wendy Crewson (VF : Françoise Vallon ; VQ : Lisette Dufour) : Grace Marshall, première dame des États-Unis
- Liesel Matthews : Alice Marshall
- Paul Guilfoyle (VF : Vincent Grass ; VQ : Marc Bellier) : Lloyd Shepherd, chef de cabinet de la Maison-Blanche
- William H. Macy (VF : Olivier Granier ; VQ : Jean-Luc Montminy) : le major Norman Caldwell, USAF
- Dean Stockwell (VF : Michel Blin ; VQ : Luis de Cespedes) : Walter Dean, secrétaire de la Défense des États-Unis
- Xander Berkeley (VF : Philippe Peythieu) : l'agent spécial Gibbs
- Donna Bullock (VF : Annie Le Youdec) : Melina Mitchell, porte-parole de la Maison-Blanche
- Bill Smitrovich (VF : Patrick Messe ; VQ : Hubert Fielden) : le général Northwood
- Tom Everett (VF : François Dunoyer) : Jack Doherty, conseiller à la sécurité nationale
- Elya Baskin : Andrei Kolchek
- Andrew Divoff : Boris Bazylev
- David Vadium : Igor Nevsky
- Spencer Garrett : Thomas Lee, assistant social de la Maison-Blanche
- Philip Baker Hall (VF : Philippe Dumat) : le général Ward
- Jürgen Prochnow : le général Ivan Alexander Radek
- Alan Woolf : président russe Petrov
- Timothy Carhart : l'agent des services secrets au checkpoint de l'avion

## Production

### Choix des interprètes
Arnold Schwarzenegger était à l'origine pressenti pour incarner le rôle de James Marshall mais était occupé par le film Batman et Robin.
Les noms de Keanu Reeves, John Malkovich, Kevin Costner, Tom Hanks, Tommy Lee Jones, Dennis Quaid, Gene Hackman y ont été également pressentis pour le rôle mais c'est finalement Harrison Ford qui est choisi.

### Tournage

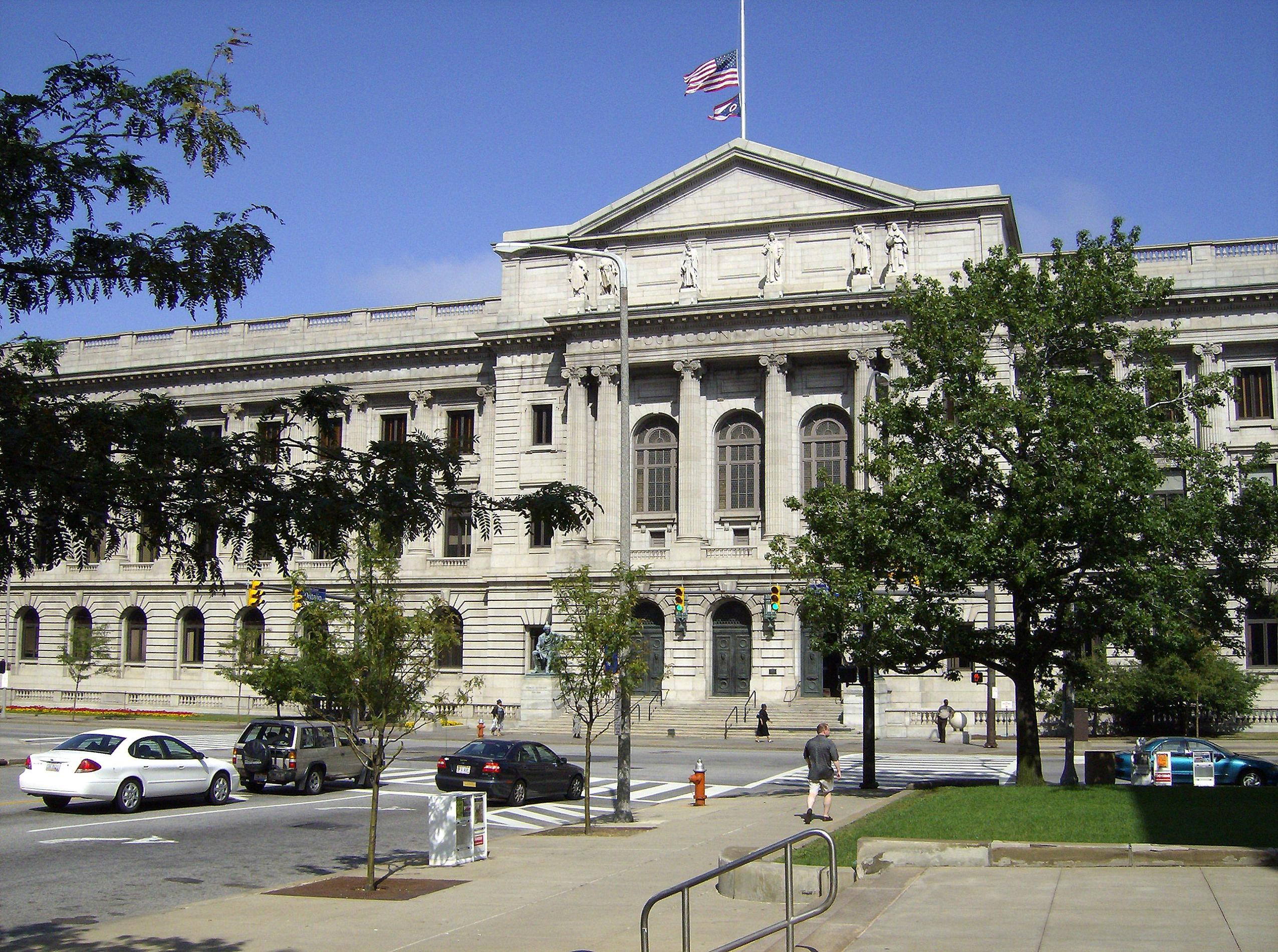
Le Cuyahoga County Courthouse, à Cleveland.

Le tournage a lieu en Ohio. Le palais du général Radek — interprété par Jürgen Prochnow — est filmé dans deux endroits différents à Cleveland, l'extérieur vient de l'orchestre de Severence Hall et l'intérieur, du palais de justice du comté du Cuyahoga (Cuyahoga County Courthouse). L'ancienne maison de correction d’État de l'Ohio, située à Mansfield, a servi de décor à la prison russe.
L'avion McDonnell Douglas F-15 Eagle du 33rd Operations Group, 33rd Fighter Wing à la 
Eglin Air Force Base, est utilisé pour le film.